# Raffinerie Naantali
Die Raffinerie Naantali war eine finnische Erdölraffinerie in der Stadt Naantali. Sie wurde im März 2021 stillgelegt und soll in Zukunft in eine Bioraffinerie umgebaut werden.

## Geographie

### Lage
Die Raffinerie befindet sich westlich des Stadtzentrums von Naantali. Auf der gegenüberliegenden Seite der Bucht, an welcher sich die Raffinerie befindet, liegt die Werft Meyer Turku.

## Geschichte
Der Direktor der finnischen Neste Oil, Uolevi Raade, war einer der Initiatoren für den Bau der ersten finnischen Raffinerie in Naantali. Sie wurde 1957 mit einer Kapazität von 800.000 Tonnen pro Jahr in Betrieb genommen. Bis 1962 wurde die Verarbeitungskapazität auf 2.500.000 Tonnen pro Jahr erweitert. 1965 baute die Neste eine weitere Raffinerie in Porvoo.
Am 9. November 2006 trat im Thermal-Catalytic-Cracker eine Leckage auf, bei der zwei Kubikmeter Öl austraten. Später wurde Neste dafür vom Obersten Gericht Finnlands zur Zahlung von 500.000 € Strafe verurteilt.
Im April 2012 wurden 60 Millionen Euro während eines Stillstandes in die Raffinerie investiert.
Im März 2021 wurde die Raffinerie aufgrund des Nachfrageeinbruchs von Treibstoffen durch die COVID-19-Pandemie stillgelegt. Teile der Raffinerie werden als Terminal zur Verteilung von Treibstoffen weiter betrieben.

## Technische Daten
Die Raffinerie war auf schwere und saure Rohölsorten ausgelegt. Die Raffinerie hatte einen Hafen, welcher über die Ostsee mit Tankschiffen versorgt wurde. Außerdem bestand einen Bahnanschluss.

### Verarbeitungsanlagen
- Atmosphärische Destillation
- Vakuumdestillation
- Thermofor Catalytic Cracker
- Visbreaker
- Entschwefelungsanlagen
- Reformer
- Bitumenverarbeitung